# Циациапова къща
Циациапо̀вата къща (на гръцки: Αρχοντικό του Τσιατσαπά или Τσιατσιαπά) е възрожденска къща в град Костур, Гърция. Сградата е построена в 1754 година и в 1965 година е обявена за паметник на културата.

## Местоположение
Разположена е в североизточната част на града, срещу църквата „Въведение Богородично“ в традиционната северна крайезерна махала на Костур Позери (Апозари).

## Датировка
Къщата е построена от кир Моралис. На югозападния ъгъл на сградата, под ъгловия камък е издълбана датата 1754 заедно с кръст и птица. Така тя е най-старата запазена къща в Костур. На базата на тази точна датировка, много сходната с Циациаповата Басарова къща също се датира в средата на XVIII век.

## Описание
Къщата има правоъгълен план и е с приземие и три етажа. Над свода на главния вход има издълбан каменен кръст. На приземния етаж няма прозорци, а процепи за вентилация. Третият етаж е богато украсен със стенописи и дърворезби, макар някои от тях да са силно повредени. Впечатляващо произведение на местното изкуство е живописното изображение на измислен град на стената на чардака и схематично изображение на Цариград в югозападната стая, датирано според надписа в 1798 година. На стари снимки се вижда резбовано таванно слънце, което днес не съществува.